# Dub (hudební styl)
Dub (čteme dab) je hudební styl, který vznikl na Jamajce na začátku 70. let. Jeho původ je spjatý se stylem reggae, z kterého velmi úzce vychází. Dub je na první poslech pomalá a velmi temná hudba, kde hlavní význam mají důrazné a překombinované bubny a výrazná basová linka. Melodická linka je často jednoduchá, zpěv většinou chybí, nebo jsou z něj použity jen fragmenty. Důkladně je však propracovaná zvuková stránka, ať už se jedná o „neživé“ nástroje, zastoupené syntetizátory, samplery a beat machines, nebo o různé elektronické efekty, jako je delay, echo, phaser, nebo reverb. V Dubu se z mixážního pultu stává plnohodnotný hudební nástroj.

## Jamajská hudba
První náznaky utváření jamajské hudební identity přišly okolo roku 1950, kdy se na základech místních folkových vlivů začíná formovat mento. Tento nepříliš známý styl se posléze mísí s Rock and rollem, čímž vzniká progresivní a taneční ska. Ska je známo především svou rychlostí a důrazem na 2 a 4 dobu, který je docílen tvrdým zasekáváním klavíru nebo akustické kytary. Stalo se tedy velmi populárním, a proto začínaly vznikat mobilní pouliční kapely, tzv. sound systems, a s nimi DJs, kteří začínají mluvit přes rytmy skladby. V jamajské hudbě je DJ ten, kdo mluví nebo zpívá do mikrofonu (jinde známý jako MC). Naopak ten, kdo vybírá nahrávky, se nazývá selector.

## Dub a reggae
Ska se posléze dále mísí s americkými vlivy, hlavně soulem, a přes rocksteady se transformuje do podoby vůbec nejznámějšího druhu jamajské hudby, reggae. To je už velmi ovlivněno rastafariánstvím, které se rychle rozšířilo v městských chudinských čtvrtích. Do popředí se dostává zpěv, přičemž texty jsou často nábožensky či politicky zaměřené. Největší hvězdou se v cizině stává Bob Marley se svými písněmi o míru, lásce a porozumění. Marketingová politika je zde však jasná. Aby kapely co nejvíce vydělaly, nahrávaly nejčastěji dvoustranné singly, A-side obsahovala populární hity, B-side remixy a experimentální skladby bez zpěvu. Těmto B-sides se postupně začíná říkat Dub. Tvůrci jako King Tubby a Lee "Scratch" Perry přejímají a využívají z Rocksteady holé bicí a basu, bez výrazné melodie a zpěvu, začínají také hudbu mixovat a jinak upravovat. Zcela novou technikou se stává remix, předělávka originální písně přímo z nahrávky. V roce 1972 King Tubby zakládá malé nahrávací studio blízko Kingstonu. Začíná experimentovat s podomácku sestrojenými přístroji jako je reverb, delay, equalizér a dvoukazetový přehrávač. Se spolupracovníkem Lee Perrym nahrávají v roce 1973 stereo album „Blackboard Jungle“.

## Dub ve světě
Na přelomu 80. let se dub začíná prosazovat i v zahraničí, a to hlavně ve Spojeném království, kam Jamajčané nejčastěji emigrovali. Zde získává ještě silnější elektronický nádech. Nejvýznamnějšími tvůrci se stali Mad Professor, Jah Shaka a hlavně Scientist. Měli bychom připomenout také Adriana Sherwooda, který na svém labelu On-U Sound velmi podporoval dubové umělce. Dubová hudba a její prvky velice přispěly k rozvoji jiných hudebních žánrů, jako je hip hop, trip hop, ambient, drum and Bass a jungle, který je přímý potomek dubové hudby King Tubbyho[zdroj?].
Jsou také ale známí i čeští umělci, kteří v tomto stylu oplývají nadmíru dobře: Urban Robot, Riddim Tuffa.